# Teateråret 2013
- Scenkonstbiennalen äger rum i Jönköping. Utvalda föreställningar är bland andra Dramatens Rövare i regi av Jens Ohlin och Riksteatern/Malmö stadsteaters Jag ringer mina bröder i regi av Farnaz Arbabi.

## Årets uppsättningar
- Jag ringer mina bröder av Jonas Hassen Khemiri, i regi av Farnaz Arbabi har premiär på Kulturhuset Stadsteatern och sänds även på SVT
- Charmören från Långedrag spelades på Gunnebo slottsteater.[1]
- Fröken Julie spelas på Strindbergs intima teater.[2]
- Hedda Gabler i Farnaz Arbabis regi, med Bahar Pars i titelrollen, spelas på Uppsala stadsteater
- Hjälp sökes spelades på Orionteatern.[3]
- Ladykillers spelas av Riksteatern på Sverigeturné.[4]
- 30 årsfesten spelades av Galenskaparna & After Shave på Oscarsteatern.

## Avlidna
- 29 maj – Franca Rame, 83, italiensk skådespelare och dramatiker.[5]

### Fotnoter
1. ↑  ”Charmig charmör vid Gunnebo slott”. Expressen. 26 februari 2013. http://www.expressen.se/gt/kultur/charmerande-charmor-vid-gunnebo-slott/. Läst 14 december 2013.
2. ↑  ”Fröken Julie åter 2013”. Strindbergs intima teater. 26 februari 2012. Arkiverad från originalet den 4 februari 2013. https://web.archive.org/web/20130204113815/http://www.strindbergsintimateater.se/nyheter/2012/05/09/Fr%C3%B6ken%20Julie-copy. Läst 31 december 2012.
3. ↑  ”Hjälp sökes”. Orionteatern. 26 februari 2013. Arkiverad från originalet den 2 februari 2014. https://web.archive.org/web/20140202180657/http://www.orionteatern.se/pa-scen/hjalp-sokes/. Läst 18 januari 2014.
4. ↑  ”Ladykillers”. Riksteatern. 26 februari 2014. Arkiverad från originalet den 1 februari 2014. https://web.archive.org/web/20140201205628/http://www.riksteatern.se/ladykillers. Läst 18 januari 2014.
5. ↑  ”Franca Rame är död”. DN.se. http://www.dn.se/kultur-noje/franca-rame-ar-dod. Läst 30 maj 2013.